# Horákov
Horákov je vesnice, část obce Mokrá-Horákov v okrese Brno-venkov v Jihomoravském kraji. Rozkládá se v Drahanské vrchovině. Žije zde 910 obyvatel. Roku 2009 zde bylo evidováno 415 adres. Katastrální území Horákova má rozlohu 7,69 km².

## Historie
První písemná zmínka o vsi je z roku 1371. V roce 1976 byl Horákov sloučen s blízkou Mokrou do obce Mokrá-Horákov.

## Obyvatelstvo
| 1869 | 1880 | 1890 | 1900 | 1910 | 1921 | 1930 | 1950 | 1961 | 1970 | 1980 | 1991 | 2001 | 2011 | 2021 |
| ---- | ---- | ---- | ---- | ---- | ---- | ---- | ---- | ---- | ---- | ---- | ---- | ---- | ---- | ---- |
| 487  | 423  | 521  | 647  | 734  | 668  | 673  | 631  | 648  | 604  | 494  | 497  | 517  | 678  | 910  |

## Pamětihodnosti
- zaniklý hrad Horákov
- kaple sv. Gotharda